# John Leofric Stocks
John Leofric Stocks  (26 de octubre de 1882-Swansea, 13 de junio de 1937) fue un filósofo británico y en 1937 fue brevemente vicerrector de la Universidad de Liverpool.

## Biografía
Stocks fue el sexto de los doce hijos de John Edward Stocks, párroco de Market Harborough, en Leicestershire, Reino Unido.
Recibió su educación en la Rugby School y en el Corpus Christi College de Oxford, llegando a graduarse en 1903. En 1906 fue miembro elegido del Saint John's College, donde permaneció hasta 1924, con la única interrupción por su inclusión en el servicio militar durante la Primera Guerra Mundial. Por esto último fue condecorado con la Orden del Servicio Distinguido.
En 1924, Stocks accedió al puesto de profesor de Filosofía en la Universidad de Mánchester y, en 1936, fue seleccionado como vicerrector en la Universidad de Liverpool.
Estuvo casado con Mary Danvers Brinton, más tarde conocida como baronesa Stocks, con la que tuvo un hijo y dos hijas.
Stocks falleció en una visita a Swansea en 1937.

## Obra
Sus principales estudios académicos trataron el aristotelismo y el epicureísmo. Llegó a ser presidente de la Aristotelian Society for the Systematic Study of Philosophy.